# Howard Dirks
Pour les articles homonymes, voir Dirks.
Howard Leroy Dirks (7 août 1938-26 octobre 2018) est un homme politique canadien de la Colombie-Britannique. Il est député provincial créditiste de la circonscription britanno-colombienne de Nelson-Creston de 1986 à 1991.
Dirks siège au cabinet des premiers ministres Bill Vander Zalm et Rita Johnston aux postes de ministre des Terres de la Couronne de juillet 1988 à novembre 1989, Secrétaire provincial de novembre 1989 à avril 1991, ministre d'État pour Thompson–Okanagan et Kootenays et de ministre du Développement, du Commerce et du Tourisme d'avril à novembre 1991.

## Biographie
Né à Waldheim en Saskatchewan, Dirks s'installe à Calgary et travaille sur les champs pétroliers. Déménageant à Saskatoon, il étudie à l'université de la Saskatchewan. Avec un partenaire, Don Sterling, il part pour Anchorage en Alaska pour continuer à travailler dans le secteur pétrolier. Retournant terminer ses études Saskatoon, il sort de l'université avec deux diplômes. Il part ensuite s'installer à Watson Lake au Yukon et y enseigne pendant deux ans. S'associant avec Reading and Bates Drilling Co., il travaille ensuite au Liban, Nigeria, Londres et Houston avant de revenir au Canada. Vivant dans la Slocan Valley (en), il opère une franchise de la chaîne de restaurant Dixie Lee à Nelson.
Il s'implique en politique en servant comme conseiller municipal et par la suite maire de Vulcan en Alberta.
Dirks meurt en Alberta en octobre 2018 à l'âge de 80 ans.